# Constantin I. Iliescu
Constantin I. Iliescu (n. secolul al XIX-lea – d. secolul al XIX-lea) a fost ministru de finanțe al României, între 16 martie și 11 octombrie 1863, în guvernul Nicolae Kretzulescu 1 anul 1863, și al doilea primar general al Bucureștiului între noiembrie 1865 – martie 1866.